# فيليبو ديلي كاري
فيليبو ديلي كاري (بالإيطالية: Filippo Delli Carri)‏ هو لاعب كرة قدم إيطالي في مركز الدفاع، ولد في 3 مايو 1999 في تورينو في إيطاليا. لعب مع نادي بيسكارا.

## وصلات خارجية
- فيليبو ديلي كاري على موقع قاعدة بيانات كرة القدم.إي يو (الإنجليزية)
- فيليبو ديلي كاري على موقع Soccerway.com (الإنجليزية)